# Semihaswellia umbrella
Semihaswellia umbrella is een mosdiertjessoort uit de familie van de Porinidae. De wetenschappelijke naam van de soort is voor het eerst geldig gepubliceerd in 1997 door Gordon & d'Hondt.